# Раков, Василий Иванович
Василий Иванович Раков (26 января [8 февраля] 1909, Санкт-Петербург, Российская империя — 28 декабря 1996, Санкт-Петербург, Россия) — советский лётчик, дважды Герой Советского Союза (7.02.1940, 22.07.1944), генерал-майор авиации (18.02.1948). Доктор военно-морских наук (1967), профессор (1969).

## Молодость
Родился в семье служащего. После Октябрьской революции из-за голода семья покинула Петроград и уехала к родственникам в деревню Большое Кузнечково, ныне Кувшинского района Тверской области. Детство и юность провёл в деревне, там учился в сельской школе, в 1923 году вступил в комсомол. В 1925 году семья вернулась в Ленинград, где в 1926 году Василий Раков окончил среднюю школу. Затем в 1928 году окончил школу фабрично-заводского ученичества при «Древтресте». Работал на лесозаводе в Ленинграде.

## Начало военной службы и Финская война
В Красной Армии с декабря 1928 года, направлен по комсомольской путёвке. В 1929 году окончил Военно-теоретическую школу лётчиков в Ленинграде, в 1931 году — Высшую школу морских лётчиков и лётнабов имени И. В. Сталина в Севастополе (сразу после выпуска летом 1931 года школа была переведена в Ейск). Служил в авиации Морских Сил Балтийского моря (с 1935 года — Балтийский флот): младший лётчик 62-го авиаотряда, с октября 1933 — старший лётчик, с мая 1935 — командир корабля, с июля 1935 — командир авиаотряда в 19-й морской дальней разведывательной авиаэскадрилье. С декабря 1937 по ноябрь 1938 года учился на Липецких высших авиационных курсах. После их окончания назначен командиром эскадрильи в 57-м скоростном бомбардировочном авиаполку ВВС Балтийского флота. 
В этой должности капитан В. И. Раков участвовал в советско-финской войне 1939—1940 годов, где широко известен благодаря широкому внедрению новых боевых приёмов и нестандартным подходом к решению боевых задач. Грамотные действия лётчика обеспечили ему высокие боевые результаты, позволили нанести противнику существенный боевой урон. Отличился при атаке военной базы на острове Сантахамина в первый день войны 30 ноября 1939 года. После одного из бомбардировочных вылетов по своей инициативе вылетел на розыск пропавшего самолёта своей эскадрильи, нашёл его на льду Финского залива и вывез экипаж.
Военный корреспондент Леонид Соболев о нём писал

Он бомбил самые отдалённые объекты, он любил появляться над ними из-за леса, со стороны глубокого тыла, и самое имя его вошло в лозунг балтийских лётчиков: «Будем гада всякого бомбить не хуже Ракова»

Указом Президиума Верховного Совета СССР от 7 февраля 1940 года «за образцовое выполнение боевых заданий командования на фронте борьбы с финской белогвардейщиной и проявленные при этом отвагу и геройство» майору Василию Ивановичу Ракову присвоено звание Героя Советского Союза с вручением ордена Ленина и медали «Золотая Звезда» (№ 278).
После завершения войны в марте 1940 года назначен исполняющим должность командира 3-го авиационного полка, а с апреля 1940 года — исполняющий должность командира 63-й авиационной бригады ВВС Черноморского флота. С декабря 1940 года учился в Военно-морской академии имени К. Е. Ворошилова.

## Великая Отечественная война
В начале Великой Отечественной войны был эвакуирован с академией из Ленинграда в Астрахань, где в январе 1942 года окончил академию по сокращенному курсу. Направлен на Черноморский флот командиром 2-й морской авиационной бригады, в мае 1942 стал заместителем командира 3-й особой Севастопольской авиационной группы. Участник обороны Севастополя. В начале июля покинул осаждённый город одним из последних, вывозя на перегруженном самолёте личный состав группы. 
В конце 1942 года отозван с фронта и направлен на подготовку пилотов для фронта в Военно-морское минно-торпедное авиационное училище имени С. А. Леваневского, которое действовало в эвакуации в посёлке Безенчук Куйбышевской области. При одном из перелётов группы самолётов училища в начале 1943 года из-за неудовлетворительной организации полёта самолёты попали в зону непогоды, несколько из них потерпели катастрофу, лётчики погибли. Подполковник Раков был снят с должности, понижен в воинском звании до майора (приказ Наркома ВМФ СССР от 15 апреля 1943 года) и направлен на фронт. 
С мая 1943 года командовал эскадрильей в 73-м бомбардировочном авиационном полку ВВС Балтийского флота. С января 1944 года командовал 12-м гвардейским пикировочно-бомбардировочным авиационным полком. В феврале-мае 1944 года временно исполнял должность помощника командира 9-й штурмовой авиационной дивизии, затем вновь командовал 12-м гвардейским пбап. Участвовал в битве за Ленинград, в борьбе с немецким судоходством на Балтике, в Ленинградско-Новгородской, Выборгской, Прибалтийской наступательных операциях.

Командир 12-го гвардейского пикировочно-бомбардировочного авиационного полка (8-я минно-торпедная авиационная дивизия ВВС ВМФ, Военно-воздушные силы Балтийского флота) гвардии майор Василий Раков к июлю 1944 года совершил 68 боевых вылетов. В начале июля 1944 года в финском порту Котка балтийские воздушные разведчики обнаружили немецкий крейсер ПВО «Ниобе» (командование ВВС флота ошибочно решило, что обнаруженный корабль является финским броненосцем береговой обороны «Вяйнямёйнен»), для уничтожения которого была спланирована крупная воздушная операция, всего в которой приняло участие 137 самолётов. Корабль имел мощное зенитное вооружение: 8 универсальных пушек калибра 105-мм в одиночных установках, две сдвоенные 40-мм и 4 счетверённые 20,3-мм зенитные автоматические артиллерийские установки; кроме того, гавань Котки прикрывали 12 наземных артиллерийских батарей. Гвардии майору Ракову было поручено возглавить передовую ударную группу пикирующих бомбардировщиков Пе-2. 16 июля 1944 года в условиях мощного зенитного огня противника Василий Раков точно вывел свою группу на цель, было достигнуто 4 прямых попадания авиабомб ФАБ-250 в корабль и ещё 12 крупных бомб разорвались в непосредственной близости от корабля. «Ниобе» сразу же начал тонуть, атака второй ударной группы также достигла цели, корабль с развороченными надстройками и всей уничтоженной артиллерией лёг на грунт. 
За умелое руководство боевыми действиями авиации при потоплении награждён второй медалью «Золотая Звезда» (№ 21).
За проявленную отвагу в боях в июле 1944 года Василий Раков также был восстановлен в воинском звании «полковник». В феврале 1945 года он был повышен и в должности, будучи переведён на Тихоокеанский флот и назначен помощником командира 10-й авиационной дивизии пикирующих бомбардировщиков ВВС Тихоокеанского флота. А в апреле 1945 года его направили на учёбу в академию. Всего за годы Великой Отечественной войны полковник В. И. Раков совершил свыше 170 боевых вылетов на бомбардировщике Пе-2, участвовал в потоплении 12 кораблей и судов противника.

Могила В. И. Ракова на Никольском кладбище Александро-Невской лавры в Санкт-Петербурге.

## Послевоенная служба
После войны в 1946 году окончил ускоренный курс Высшей военной академии имени К. Е. Ворошилова. С марта 1946 года — командовал 10-й авиационной дивизией пикирующих бомбардировщиков ВВС Тихоокеанского флота (в октябре 1947 года переименована в 89-ю минно-торпедную авиационную дивизию). С ноября 1948 года свыше 20 лет находился на преподавательской работе в Военно-морской академии: заместитель начальника кафедры морской авиации, с января 1950 — заместитель начальника кафедры тактики ВВС, с февраля 1952 — начальник этой кафедры, с августа 1959 — начальник кафедры авиации ВМФ, с июня 1960 — начальник кафедры авиатехники, самолётовождения и боевого применения авиационного оружия, с октября 1963 — начальник кафедры авиационной техники и оружия. Генерал-майор авиации (1958 год), доктор военно-морских наук (1967 год), профессор (1969 год). За годы работы в академии написал в авторстве и соавторстве свыше 150 научных публикаций, учебников, пособий и наставлений; подготовил несколько десятков докторов и кандидатов наук. При этом много учился и сам. В 1951 году заочно окончил Военный институт иностранных языков. Свободно владел английским языком. С февраля 1970 года — профессор-консультант Учёного совета Военно-морской академии. С августа 1971 года — в запасе. 

Бюст в парке Победы

Жил в Ленинграде (с 1991 — Санкт-Петербург). Автор нескольких книг мемуаров. Активно работал в Совете ветеранов авиации ВМФ и Совете ветеранов Военно-морской академии, вёл большую общественную работу. Похоронен в Санкт-Петербурге на Никольском кладбище Александро-Невской лавры.
Бронзовый бюст установлен на Аллее Героев Московского парка Победы в Санкт-Петербурге.
9 декабря 2020 года его именем назван сквер в Санкт-Петербурге.

## Награды
- Дважды Герой Советского Союза (7.02.1940, 22.07.1944)
- Два ордена Ленина (7.02.1940, 30.04.1954)
- Три ордена Красного Знамени (23.08.1943, 26.06.1944, 20.06.1949)
- Орден Отечественной войны 1-й степени (11.03.1985)
- Орден Красной Звезды (3.11.1944)
- Медаль «За оборону Ленинграда» (1943)
- Медаль «За оборону Севастополя» (1944)
- Медаль «За победу над Германией в Великой Отечественной войне 1941-1945 гг.»
- Другие медали СССР
- Именное оружие (1959)

## Воинские звания
- капитан (29.04.1938)
- майор (28.01.1940)
- полковник (26.04.1940, внеочередное звание, минуя подполковника)
- майор (15.04.1943, понижен в звании)
- подполковник (14.07.1944)
- полковник (17.07.1944, досрочно)
- генерал-майор авиации (18.02.1958)

## Мемуары
- Крылья над морем. Записки военного лётчика. — Л.: Лениздат, 1974. — 502 с.[10]
- Над морем и сушей. Записки военного лётчика. 2-е изд. — Л.: Лениздат, 1984. — 432 с.
- В авиации — моя жизнь. Записки военного лётчика. — Л.: Лениздат, 1988. — 494 с. — ISBN 5-289-00098-4.